# Ai Takahashi
Ai Takahashi (japonès: 高橋愛)  (Sakai, 14 de setembre de 1986) és una cantant japonesa, líder del grup Morning Musume fins al 2011.